# Kroatische Berichte
Kroatische Berichte (hr. Hrvatska izvješća) je bio hrvatski emigrantski časopis iz Njemačke, odnosno djelovao je dok je postojala Zapadna Njemačka. 
Izlazio je u Mainzu, a tekstovi su bili pisani na njemačkom.
Izdavač je bila Zajednica za proučavanje hrvatskih pitanja iz grada Mainza. 
Časopis je počeo izlaziti 1976.
Među njegovim pokretačima su bila poznata hrvatska publicistička imena iz emigracije, kao što je bila Ivona Dončević, a od poznatijih suradnika su bili Stjepan Šulek.
Prerano se nadajući da su glavni problemi riješeni, prestao je izlaziti 1990., nakon prvih višestranačkih izbora u Hrvatskoj, vjerujući da će mlada Hrvatska kvalitetno raditi na vlastitom samopromicanju i predstavljanju u svijetu.
List je odlikovao visoki stil pisanja, koji je bio na razini diplomatskog, što je časopisu priskrbilo brojne pohvale u Njemačkoj (primjerice Bavarskog radija, od strane glasila zapadnonjemačkog saveza povjesničara Unterricht Geschichte in Wissenschaft), a na njemačka sveučilišta su ga uredno smatrala referentnom literaturom odnosno izvorom mjerodavnih informacija.
Kroatische Berichte se intenzivno angažirao za promicanje hrvatske neovisnosti, a sukladno svom diplomatskom stilu pisanja, svoje je primjerke smišljeno slalo svim diplomatskim predstavništvima u diljem SR Njemačke i Europe, neglede političkog usmjerenja vladajućih stranaka i demokratičnosti režima u tim državama, ali i u inozemstvo, pa su primjerci odlazili i u takve nedemokratske režime države kao što su SSSR, socijalistička Jugoslavija, ondašnja NR Kina.

Zahvaljujući takvog načinu djelovanja, hrvatska je zajednica tim putem uspostavila ključne početne dodire s europskim parlamentarcima.

## Urednici
Od 1978. do 1990. ga je godine uređivao Stjepan Šulek, ali ne pod svojim imenom, nego pod pseudonimom Krunoslav Sigetić. U uredništvu je bio i Ivan Lozo.